# Matthias Baron
Matthias Baron (Lörrach, 17 agosto 1988) è un ex calciatore tedesco, attaccante.

## Palmarès

### Club
- Campionato svizzero: 1

Basilea: 2010-2011